# 甘肃鸢尾
甘肃鸢尾（学名：Iris pandurata）是鸢尾科鸢尾属的植物，是中国的特有植物。分布于中国大陆的青海、甘肃等地，生长于海拔2,100米至3,800米的地区，一般生长在山坡和草地沟坡上，目前尚未由人工引种栽培。